# World Masterpiece Theater

World Masterpiece Theater (世界名作劇場, Sekai meisaku gekijō, lit. le Théâtre du chef-d'œuvre mondial) est un vaste projet de séries d'anime pour Fuji TV, produites de 1969 à 1997 par Mushi Production puis par Zuiyo Eizo qui devient en 1975 Nippon Animation. L'idée consiste à réaliser chaque année une adaptation d'un classique de la littérature pour enfants. Après une pause de dix ans, le projet a redémarré en 2007.
Hayao Miyazaki et Isao Takahata ont tous deux travaillé sur plusieurs de ces séries (Heidi, Marco et Anne aux cheveux rouges) avant de fonder le studio Ghibli.
La série a été connue sous plusieurs noms :
- 1969–1974 : Avant Nippon Animation - Calpis manga gekijō (カルピスまんが I 劇場?)
- 1975–1977 : Nippon Animation - Calpis kodomo gekijō (カルピスこども劇場?)
- 1978 : Calpis family gekijō (カルピスファミリー劇場?)
- 1979–1985 : Sekai meisaku gekijō (世界名作劇場?)
- 1986–1993 : House shokuhin meisaku gekijō (ハウス食品世界名作劇場?)
- 1994–1997 : Sekai meisaku gekijō (世界名作劇場?)
- 2007–2008 : House shokuhin meisaku gekijō (ハウス食品世界名作劇場?)
- 2009 : Sekai meisaku gekijō (世界名作劇場?)

## Productions
| Année(s)    | Titre français                       | Titre japonais / rōmaji                                                                       | Traduction du japonais                                      | Nb. d'épisodes | Œuvre adaptée                                       | Auteur original                           |
| ----------- | ------------------------------------ | --------------------------------------------------------------------------------------------- | ----------------------------------------------------------- | -------------- | --------------------------------------------------- | ----------------------------------------- |
| 1969        | Dororo to Hyakkimaru                 | どろろと百鬼丸 Dororo to Hyakkimaru                                                           | Dororo et Hyakkimaru                                        | 26             | Dororo                                              | Osamu Tezuka                              |
| 1969 - 1970 | Moomin                               | ムーミン Mūmin                                                                                | Les Moumines                                                | 65             | Moumines                                            | Tove Jansson                              |
| 1971        | Andersen Monogatari                  | アンデルセン物語 Anderusen Monogatari                                                         | Histoires d'Andersen                                        | 52             | Contes                                              | Hans Christian Andersen                   |
| 1972        | Shin Moomin                          | 新 ムーミン Shin Mūmin                                                                        | Les Nouveaux Moumines                                       | 52             | Moumines                                            | Tove Jansson                              |
| 1973        | Les Contes de la forêt verte         | 山ねずみ ロッキーチャック Yama Nezumi Rokkī Chakku                                            | Rocky Chuck, le rat de la montagne                          | 52             | Recueil d'histoires animalières                     | Thornton Burgess                          |
| 1974        | Heidi                                | アルプスの少女ハイジ Arupusu no Shōjo Haiji                                                   | Heidi, la petite fille des Alpes                            | 52             | Heidi                                               | Johanna Spyri                             |
| 1975        | Flanders no inu                      | フランダースの犬 Furandāsu no Inu                                                             | Un chien des Flandres                                       | 52             | A Dog of Flanders                                   | Ouida                                     |
| 1976        | Marco                                | 母をたずねて三千里 Haha o Tazunete Sanzen Ri                                                  | 3000 lis à la recherche de sa mère                          | 52             | Le Livre-cœur (chapitre « Des Apennins aux Andes ») | Edmondo De Amicis                         |
| 1977        | Araiguma Rascal                      | あらいぐまラスカル Araiguma Rasukaru                                                          | Rascal le raton laveur                                      | 52             | Rascal                                              | Sterling North                            |
| 1978        | Perrine monogatari                   | ペリーヌ物語 Perīnu Monogatari                                                                | Histoire de Perrine                                         | 53             | En famille                                          | Hector Malot                              |
| 1979        | Anne aux cheveux rouges              | 赤毛のアン Akage no An                                                                        | Anne aux cheveux rouges                                     | 50             | Anne... la maison aux pignons verts                 | Lucy Maud Montgomery                      |
| 1980        | Tom Sawyer                           | トム・ソーヤーの冒険 Tomu Sōyā no Bōken                                                       | Les Aventures de Tom Sawyer                                 | 49             | Les Aventures de Tom Sawyer                         | Mark Twain                                |
| 1981        | Flo et les Robinson suisses          | 家族ロビンソン漂流記 ふしぎな島のフローネ Kazoku Robinson Hyōryūki Fushigi na Shima no Furōne | La Famille naufragée Robinson ou l'Île mystérieuse de Flone | 50             | Le Robinson suisse                                  | Johann David Wyss                         |
| 1982        | Karine : L'Aventure du Nouveau Monde | 南の虹のルーシー Minami no Niji no Rushī                                                      | L'Arc-en-ciel austral de Lucy                               | 50             | Southern Rainbow                                    | Phyllis Piddington                        |
| 1983        | Dans les Alpes avec Annette          | わたしのアンネット Arupusu Monogatari: Watashi no Annetto                                     | Histoire des Alpes : Mon Annette                            | 48             | Treasures of the Snow                               | Patricia Saint-John                       |
| 1984        | Cathy la petite fermière             | 牧場の少女カトリ Makiba no Shōjo Katori                                                       | Katri, la petite fille de la ferme                          | 49             | Paimen, piika ja emäntä                             | Auni Nuolivaara                           |
| 1985        | Princesse Sarah                      | 小公女セーラ Shōkōjo Sēra                                                                     | Petite princesse Sara                                       | 46             | La petite princesse                                 | Frances Hodgson Burnett                   |
| 1986        | Pollyanna                            | 愛少女ポリアンナ物語 Ai Shōjo Porianna Monogatari                                             | Histoire de Pollyanna, la petite fille de l'amour           | 51             | Pollyanna et Pollyanna grandit                      | Eleanor H. Porter                         |
| 1987        | Les Quatre Filles du docteur March   | 愛の若草物語 Ai no Wakakusa Monogatari                                                        | Histoire des jeunes herbes de l'amour                       | 48             | Les Quatre Filles du docteur March                  | Louisa May Alcott                         |
| 1988        | Le Petit Lord                        | 小公子セディ Shōkōshi Sedi                                                                    | Petit prince Cedie                                          | 43             | Le Petit Lord Fauntleroy                            | Frances Hodgson Burnett                   |
| 1989        | Peter Pan                            | ピーターパンの冒険 Pītā Pan no Bōken                                                          | Les Aventures de Peter Pan                                  | 41             | Peter Pan                                           | J. M. Barrie                              |
| 1990        | Papa longues jambes                  | 私のあしながおじさん Watashi no Ashinaga Ojisan                                               | Mon papa longues jambes                                     | 40             | Papa longues jambes                                 | Jean Webster                              |
| 1991        | Les Enfants du capitaine Trapp       | トラップ一家物語 Torappu Ikka Monogatari                                                      | Histoire de la famille Trapp                                | 40             | La Famille des chanteurs Trapp                      | Maria Augusta Trapp                       |
| 1992        | Jackie dans la savane                | 大草原の小さな天使 ブッシュベイビー Daisōgen no Chiisana Tenshi Bushbaby                      | Bushbaby, le petit ange de la prairie                       | 40             | The Bushbabies                                      | William Stevenson                         |
| 1993        | Petite bonne femme                   | 若草物語 ナンとジョー先生 Wakakusa Monogatari Nan to Jōsensei                                 | Histoire des jeunes herbes : Nan et Jo                      | 40             | Le Rêve de Jo March                                 | Louisa May Alcott                         |
| 1994        | Tico et ses amis                     | 七つの海のティコ Nanatsu no Umi no Tico                                                       | Tico des sept mers                                          | 39             | Création originale                                  | —                                         |
| 1995        | Romeo no aoi sora                    | ロミオの青い空 Romeo no Aoi Sora                                                              | Le ciel bleu de Roméo                                       | 33             | Les Frères Noirs                                    | Kurt Held                                 |
| 1996        | Meiken Lassie                        | 名犬ラッシー Meiken Lashī                                                                     | Lassie, chien fidèle                                        | 26             | Lassie, chien fidèle                                | Eric Knight                               |
| 1996 - 1997 | Ie naki ko Rémi                      | 家なき子レミ Ie Naki Ko Remi                                                                  | Rémi, enfant sans foyer                                     | 26             | Sans famille                                        | Hector Malot                              |
| 2007        | Les Misérables: Shoujo Cosette       | レ・ミゼラブル 少女コゼット Re Mizeraburu Shōjo Kozetto                                       | Les Misérables : La Petite Cosette                          | 52             | Les Misérables                                      | Victor Hugo                               |
| 2008        | Porufi no nagai tabi                 | ポルフィの長い旅 Porufi no Nagai Tabi                                                         | Le Long Voyage de Porphy                                    | 52             | Les Orphelins de Simitra                            | Paul-Jacques Bonzon                       |
| 2009        | Konnichiwa Anne: Before Green Gables | こんにちは アン 〜Before Green Gables Konnichiwa An - Before Green Gables                     | Bonjour Anne - Avant les pignons verts                      | 39             | Anne... : Avant la maison aux pignons verts         | Budge Wilson d'après Lucy Maud Montgomery |